# Cookie Jar Entertainment
 Cookie Jar Entertainment (antes CINAR, luego DHX Media y hoy WildBrain) fue un productor canadiense de entretenimiento para niños, productos de consumo y materiales educativos. Compuesto por tres divisiones: productos de entretenimiento, de consumo, y la educación, Cookie Jar Group es uno de entretenimiento más grande independiente para los niños del mundo, productos de consumo y empresas de enseñanza con la propiedad y los derechos de concesión de licencias a algunas de las marcas más reconocibles de caracteres. Tiene su sede en Toronto, Ontario; con oficinas en Burbank California, París, Londres y Tokio, entre otros lugares.
En su anterior encarnación como Cinar (pronunciado seh-NAR), la compañía gozó de una existencia ilustres que finalmente terminó en escándalo. Cinar era un entretenimiento integrado y la empresa la educación implicados en el desarrollo, producción, posproducción y distribución en todo el mundo de la programación de entretenimiento familiar y productos educativos.

## Historia
En su encarnación anterior (CINAR), la compañía gozó de una existencia ilustre que terminó en última instancia en escándalo . CINAR Corporation era una compañía de entretenimiento integrada en la educación, la producción, la posproducción y la distribución mundial de la programación de calidad no-violenta y de productos educativos para los niños y los familiares. Cinar fue fundado en 1976 por Micheline Charest y su marido Ronald A. Weinberg como compañía de distribución de películas extranjeras. La compañía fue pública en septiembre de 1993. Sin embargo en 2002, el matrimonio fue multado por un millón de dólares canadienses como resultado de un escándalo financiero anterior. Obligándolos a ser retirados de su propia corporación, de cualquier subsidiario o de otro de sus compañías; tales acontecimientos han hecho a CINAR como una compañía pública. Posteriormente la compañía fue comprada por $190 millones y fue renombrada bajo nueva gerencia como Cookie Jar Entertainment
Adicionalmente la compañía era propietara minorista en el 20% del canal canadiense Teletoon, pero en junio de 2006 Cookie Jar decide vender la empresa a sus socios Corus Entertainment. Finalmente, en 2008, Cookie Jar adquirió DiC Entertainment y en 2013, DHX Media (hoy WildBrain) adquirió Cookie Jar quien ha absorbido la compañía y todos sus programas.

## Adquisición y renovación de marca
En marzo de 2004, fue comprada por Cinar más de $190'000.000 por un grupo liderado por el fundador de Nelvana, Michael Hirsh. y el expresidente de Nelvana, Toper Taylor.[cita requerida]
Cinar Films fue creada en 1976 en Nueva York. En 1987 presento su primera producción original, "El Mago de Oz".
El logotipo de DIC Entertainment utiliza 2000-2008, justo antes de la adquisición de Cookie Jar de la CID Entertainment. On 20 de junio de 2008, Cookie Jar Group anunció un acuerdo para comprar DIC Entertainment. El 23 de julio de 2008, el estudio completado la adquisición de DIC Entertainment y DIC Tras la fusión con la división de entretenimiento de Cookie Jar. Como parte de la adquisición de Cookie Jar de la CID, Cookie Jar adquirido Promociones Copyright Licensing Group y un interés de un tercio en canal de televisión internacional de los niños, KidsCo. La adquisición duplicó la colección de Cookie Jar Entertainment, de la programación. Cookie Jar cuenta actualmente con más de 6.000 horas y media de programación, así como derechos de las marcas de varios niños.
El 23 de julio de 2008 se anunció que Cookie Jar estaba en negociaciones con American Greetings para comprar las franquicias de los Care Bears, Strawberry Shortcake, y Sushi Pack. El acuerdo no está concluido aún a finales de 2008 y con el escenario actual, la operación no prosperó. El 30 de marzo de 2009, Cookie Jar hizo una oferta de 76 millones de dólares por CareBears y Strawberry Shortcake. Cookie Jar tenía hasta el 30 de abril de 2009 para completar un acuerdo con American Greetings. En mayo de 2009 American Greetings presentó una demanda de $100'000.000 en contra de Cookie Jar Cookie Jar y presentó un $25'000,000 en acciones legales contra American Greetings sobre los Osos de Cuidado y tratar Strawberry Shortcake.
El 29 de abril de 2009 se anunció que Cookie Jar desarrollará serie de televisión de horario estelar y reclutaron a Tom Mazza a la cabeza de su etiqueta de horario estelar, The Jar.

## Programas creados por Cookie Jar Entertainment
- Arturo
- The Babéalos
- El club de medianoche
- Bonjour Timothy
- Bunch of Munsch
- El mundo fantástico de Richard Scarry
- Caillou
- Cat Tales
- Country Mouse and City Mouse
- Chris Cross
- Dark Oracle
- Los Doodlebops
- Doodlebops Rockin' Road Show
- The Dreamstone
- Dr Darle
- Emily, la de Luna Nueva
- El colegio del agujero negro
- Feature Films for Families
- Flight Squad
- Gerald Mcbain-Boing
- Horse land
- The Intrepid
- Ivanhoe
- Ivor ele Invisible
- Johnny Test
- Lassie
- La pequeña Lulú
- Madeline
- Mona la vampira
- Mumble Bumble
- Ni Hao, Kai-Lan
- Paddington Bear
- Pinky Dinky Doo
- Robinson Crusoe
- Rosita Fresita: Aventuras en Tutti Frutti
- Sally Marshall is Not an Alien
- Sci-Squad
- Simon en la tierra de los dibujos de tiza
- Space Cases
- Upstairs Downstairs Bears
- Colmillo Blanco
- La casa de Wanzie
- Who Gets the House?
- The Whole of the Moon
- El maravilloso Mago de Oz
- David el Gnomo
- Zoboomafoo
- El Mundo de Quest